# Abbigliamento del XIII secolo
L'abbigliamento del tredicesimo secolo in Europa si distinse per l'estrema semplicità sia della moda maschile sia di quella femminile, abbastanza uniformata in tutto il continente e sostanzialmente con poche differenze nei capi di ambo i sessi. Soprattutto nelle classi sociali meno abbienti, vi furono pochissime differenze rispetto alla moda dei secoli precedenti. In compenso vi furono grosse evoluzioni nella lavorazione della lana, che rimase ancora il materiale maggiormente impiegato. Nacque la tintura blu, che divenne particolarmente di moda nei ceti sociali più ricchi e fu adottata dal re di Francia come colore araldico.

## Abbigliamento maschile
Gli uomini continuarono a indossare nel tredicesimo secolo una tunica o cotta con il surcot al di sopra di una maglia di fibra. Un particolare tipo di surcot era la cyclas, che consisteva in un rettangolo di stoffa, con un foro centrale, in cui infilare la testa. In alcuni casi i lati erano cuciti insieme, creando una sorta di lunga tunica priva di maniche. Quando nella cyclas erano cucite delle maniche, o anche un cappuccio, si parlava di ganache o gardcorps, simile alle moderne tuniche accademiche. Spesso veniva abbinato anche un mantello, nelle occasioni più formali. Gli uomini più poveri, e i lavoratori, invece usavano indossare una tunica più corta, spesso fissata in vita con una cintura. Essa veniva decentrata su un lato, in modo che i lembi della tunica fossero bloccati dalla cintura, dando maggiore libertà di movimento. Gli uomini, inoltre, indossavano calzini, scarpe e copricapo. Fra i copricapi più diffusi vi era un cappello, molto simile all'attuale basco, la cuffia, il cappello di paglia (per i contadini) e il capperone. L'abbigliamento dei ceti sociali più abbienti si distingueva per i tessuti più pregiati e per l'impiego di lussuose pellicce. Barba e capelli erano portati di una lunghezza media, e generalmente l'acconciatura maschile più diffusa era quella "a paggetto", lunga sino alla nuca. Le calzature degli uomini erano leggermente "a punta", più elaborate e preziose per i nobili e il clero.

## Abbigliamento femminile

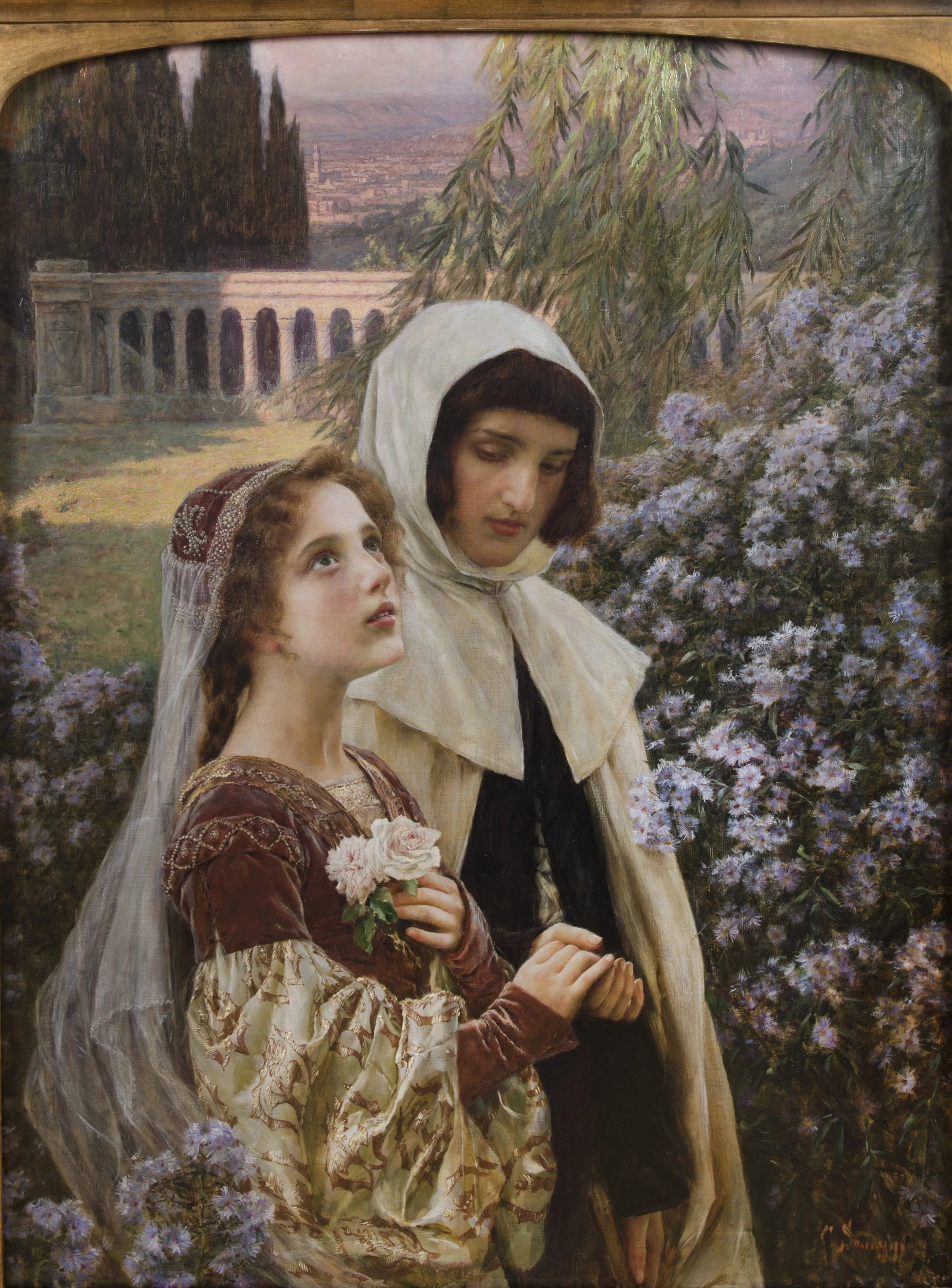
"Incipit vita nova" - "Dante e Beatrice in giardino", opera del 1903 di Cesare Saccaggi, che spicca nella produzione pittorica di stile preraffaellita per l'accurata ricerca e resa dei dettagli nell'acconciatura e nell'abbigliamento altomedievale di Beatrice.

Rispetto ai secoli precedenti, l'abbigliamento femminile divenne ancora più morigerato e restrittivo. La maggior parte delle donne di ogni estrazione sociale indossava una tunica, lunga sino ai piedi, con maniche lunghe e strette e una cintura in vita. Sopra a questo abito, veniva normalmente indossato il cyclas, o un surcot privo di maniche (esattamente come facevano gli uomini). La distinzione fra differenti classi sociali era essenzialmente nella finitura dei capi e nella ricchezza dei tessuti. le donne più ricche infatti potevano indossare abiti ricamati, e mantelli, orlati da pelliccia. Esattamente come gli uomini, le donne indossavano anche calze e scarpe in pelle. Le acconciature femminili erano sostanzialmente poche, dato che le donne avevano l'abitudine di confinare i propri capelli all'interno di piccole reti, visibili soltanto da dietro. Particolare importanza invece rivestiva il copricapo. Mentre soggoli e veli del dodicesimo secolo vennero relegate alle donne anziane e alle vedove, divennero di moda le cuffie e le barbette, generalmente di colore bianco.

## Limitazioni e restrizioni
Il Concilio Lateranense IV del 1215 stabilì alcuni obblighi nell'abbigliamento degli ebrei e dei musulmani, affinché essi fossero immediatamente distinguibili, incominciando di fatto un processo di discriminazione. Gli ebrei furono obbligati a indossare un particolare tipo di cappello a punta, o un contrassegno colorato sul braccio. Le Leggi suntuarie invece impedivano alle prostitute di indossare abiti troppo vistosi o colorati, o addirittura di indossare soltanto determinati colori.